# Загмата
Загмата (рос. Загмата) — маловодна річка в Україні у Автономній Республіці Крим, на південному узбережжі Криму. Басейн Чорного моря.

## Опис
Довжина річки 6,6 км, площа басейну водозбору 5,6 км, похил річки 155 м/км, найкоротша відстань між витоком і гирлом — 5,80  км, коефіцієнт звивистості річки — 1,14 . Формується декількома безіменними струмками. У верхів'ї річка тече по Холодній балці.

## Розташування
Бере початок на північно-східній стороні від села Охотниче (крим. Ohotniçye)  та на південно-східних схилах гори Ай-Петрі (1234 м). Тече переважно на південний схід через листвяні ліси, колишній виноградник радгоспу Лівада. Далі тече через селище міського типу Кореїз (рос. Кореиз, крим. Koreiz)  і у його східній частині впадає у Чорне море.
Населені пункти вздовж берегової смуги: Високогірне (до 1945 року — Тюзлер, крим. Tüzler) .

## Цікаві факти
- На східній стороні від села Охотниче річку перетинає автошлях Т 0117 (автомобільний шлях територіального значення в Автономній Республіці Крим, Бахчисарай — Ялта, а біля селища Кореїз — автошлях Н19 (автомобільний шлях національного значення на території України, Ялта — Севастополь)[3].
- На правому березі річки розташована підвісна Канатна дорога (Кореїз — Ай-Петрі)[1], а на лівому — замок Ластівчине гніздо[3].